# Prosto z mostu
Prosto z mostu là một tạp chí xuất bản hàng tuần, có trụ sở đặt tại Warszawa, Đệ nhị Cộng hòa Ba Lan từ năm 1935 đến năm 1939. Tổng biên tập là Stanisław Piasecki. Tạp chí có liên hệ chặt chẽ với phong trào cánh hữu cực đoan Obóz Narodowo-Radykalny (ONR).
Prosto z mostu là tạp chí đăng các tác phẩm của các tác giả đi theo cánh hữu hàng đầu Ba Lan vào cuối những năm 1930. Nhiều nhà báo nổi tiếng từng gắn bó với tạp chí là Jan Mosdorf, Adam Doboszynski, Jan Dobraczyński, Józef Kisielewski, Alfred Laszowski, Adolf Nowaczynski, Karol Zbyszewski và Jerzy Zdziechowski. Hơn nữa, tạp chí thỉnh thoảng cũng đăng các tác phẩm của Jerzy Andrzejewski, Konstanty Ildefons Gałczyński và Boleslaw Micinski. Vào cuối những năm 1930, tờ báo ngày càng có quan điểm cực đoan hơn, khiến một số nhà văn đã quyết định chấm dứt viết bài (chẳng hạn như Karol Irzykowski, Boleslaw Micinski). Prosto z mostu thường xuất bản những bài báo kích động, gây hấn, và mâu thuẫn với hội văn học Skamander. Hơn nữa, chính phủ Sanacja thường xuyên tịch thu các bản sao của tạp chí do có nội dung cực hữu và chỉ trích chính phủ. Tạp chí còn có nội dung bài người Do Thái.
Các bài viết của tạp chí mang nặng tính kỳ thị sự hiện diện của người Do Thái ở Ba Lan, đồng thời tạp chí ủng hộ liên minh với phong trào Chủ nghĩa phục quốc Do Thái và thành lập nhà nước Do Thái ở Palestine, để xây dựng một nơi mà người Do Thái tại Ba Lan có thể di cư đến.